# Rangers de Binghamton
Pour les articles homonymes, voir Rangers.
Les Rangers de Binghamton sont une franchise professionnelle de hockey sur glace de la Ligue américaine de hockey qui a existé de 1990 à 1997. L’équipe jouait à Binghamton dans l’État de New York aux  États-Unis dans la patinoire du Broome County Veterans Memorial Arena .

## Historique
L’équipe fait ses débuts dans la LAH en 1990 mais la franchise existe depuis 1980 sous le nom de Whalers de Binghamton et change de nom après l’affiliation avec l’équipe de la Ligue nationale de hockey des Rangers de New York. À cette occasion, la franchise prend donc les mêmes couleurs de maillot ainsi que le même logo que celui des Rangers, l’écriture Binghamton venant remplacer New York. Après sept saisons, l’équipe quitte la ville pour devenir l’équipe du Wolf Pack de Hartford.
L’équipe n’a jamais réussi à prouver quelque chose en séries éliminatoires de la Coupe Calder malgré les titres de division gagnés en 1992, 1993, 1995 et 1996. En 1993, l’équipe finit également à la première place de la saison régulière.
La franchise existe toujours sous le nom de Senators de Binghamton.

## Saison après saison
| Saison    | PJ | V  | D  | N  | DP | BP  | BC  | Pts | Classement                     | Séries éliminatoires          |
| --------- | -- | -- | -- | -- | -- | --- | --- | --- | ------------------------------ | ----------------------------- |
| 1990-1991 | 80 | 44 | 30 | 6  | -  | 318 | 274 | 94  | 2e de la division sud          | 4-2 Baltimore 0-4 Rochester   |
| 1991-1992 | 80 | 41 | 30 | 9  | -  | 318 | 277 | 91  | 1er de la division sud         | 4-0 Utica 3-4 Rochester       |
| 1992-1993 | 80 | 57 | 13 | 10 | -  | 392 | 246 | 124 | 1er de la division sud         | 4-3 Baltimore 3-4 Rochester   |
| 1993-1994 | 80 | 33 | 38 | 9  | -  | 312 | 322 | 75  | 5e de la division sud          | Non qualifiés                 |
| 1994-1995 | 80 | 43 | 30 | 7  | -  | 302 | 261 | 93  | 1er de la division sud         | 4-1 Rochester 2-4 Cornwall    |
| 1995-1996 | 80 | 39 | 31 | 7  | 3  | 333 | 331 | 88  | 1er de la division sud         | 1-3 Syracuse                  |
| 1996-1997 | 80 | 27 | 38 | 13 | 2  | 245 | 300 | 69  | 5e de la division Empire State | 1-3 Saint-Jean de Terre-Neuve |

## Records d’équipe
Don Biggs est le meilleur buteur, passeur et pointeur de l’histoire de la franchise sur une saison en 1992-1993 avec 54 buts, 84 aides et donc un total 138 points. La même année, Corey Hirsch, gardien des Rangers, réalise un record en ce qui concerne la moyenne de but encaissés avec une moyenne de 2,74 buts par match. Il réalise également le record de moyenne d’arrêts avec 90,4 %.

En ce qui concerne, les minutes de pénalité, Peter Fiorentino reçoit un record pour les Rangers de 361 minutes en 1990 et un total cumulé 1 581 minutes. Fiorentino est également le joueur à avoir le plus joué dans la LAH pour les Rangers avec 386 matchs.
Sur l’ensemble des sept saisons, Jean-Yves Roy a inscrit le plus de buts avec 95 réalisations tandis que Craig Duncanson est le meilleur passeur et pointeur de l’histoire (146 aides et 227 points). Dans les buts, Dan Cloutier a réalisé le plus grand nombre de blanchissages sur l’ensemble de ses matchs avec les Rangers (trois blanchissages).